# Mombuca
Mombuca is een gemeente in de Braziliaanse deelstaat São Paulo. De gemeente telt 3.471 inwoners (schatting 2009).

## Geografie

### Verkeer en vervoer
De plaats ligt aan de wegen BR-478/SP-306 en SP-308.

## Religie
Het Christendom is als volgt in de stad aanwezig:

### Katholieke Kerk
De katholieke kerk in de gemeente maakt deel uit van het Bisdom Piracicaba.

### Protestantse Kerk
De meest uiteenlopende evangelische overtuigingen zijn aanwezig in de stad, voornamelijk pinkstergelovigen, waaronder onder meer de Assemblies of God in Brazilië (de grootste evangelische kerk van het land) en de Christelijke Congregatie in Brazilië. Deze denominaties groeien steeds meer in heel Brazilië.